# Giải thưởng Sao Khuê
Giải thưởng Sao Khuê là một giải thưởng về khoa học và công nghệ, nhằm biểu dương các doanh nghiệp, cơ quan, tập thể và cá nhân có thành tích xuất sắc đóng góp cho sự phát triển ngành công nghiệp phần mềm và công nghệ thông tin Việt Nam.

## Lịch sử ra đời
Năm 2003, Hiệp hội Phần mềm và Dịch vụ CNTT Việt Nam - VINASA tổ chức giải thưởng đầu tiên để tôn vinh và biểu dương cá nhân, tập thể có công lao đóng góp cho sự phát triển ngành công nghệ thông tin ở Việt Nam. Có tổng cộng 1089 giải thưởng được trao tặng qua 17 năm tổ chức.
Từ năm 2016, Top 10 danh hiệu đặc biệt danh giá cho 10 sản phẩm, dịch vụ xuất sắc nhất của ngành Công nghệ Thông tin ở Việt Nam được đánh giá và bình chọn.

## Tiêu chí đánh giá - Lĩnh vực

### Đối tượng
Năm 2024, bên cạnh 6 nhóm lĩnh vực ban đâu, Giải thưởng Sao Khuê bổ sung thêm 2 nhóm lĩnh vực bao gồm đổi mới sáng tạo và dịch vụ số, nâng tổng số nhóm lĩnh vực trong công nghệ thông tin và phần mềm được trao giải lên 8 nhóm chính.
| Nhóm   | Nhóm                                 | Lĩnh vực | Tiêu chí | Ghi chú          |
| ------ | ------------------------------------ | --- | --- | ---------------- |
| Nhóm 1 | Chính phủ, chính quyền, khu vực công | - Dịch vụ công - Quản trị điều hành | Hạng mục xét trao cho những sản phẩm, nền tảng, dịch vụ, giải pháp CNTT xuất sắc giúp nâng cao hiệu quả hoạt động quản lý, điều hành và chất lượng dịch vụ công.                                                                                         |                  |
| Nhóm 2 | Cộng đồng và người dân               | 1. Công dân số 2. Văn hóa số 3. Giải pháp thúc đẩy tiếp cận số 4. An ninh, an toàn, cảnh báo thiên tai, cứu nạn, cứu hộ 5. Môi trường và phát triển bền vững 6. Y tế, chăm sóc sức khỏe 7. Giáo dục, đào tạo 8. Khác                                          | Hạng mục xét trao cho các sản phẩm, nền tảng, dịch vụ, giải pháp, dự án CNTT giúp cải thiện, nâng cao văn hóa, chất lượng cuộc sống, phúc lợi, y tế, sức khỏe, giáo dục và thu hẹp khoảng cách số.                                                       |                  |
| Nhóm 3 | Quản trị doanh nghiệp                | 1. Quản trị doanh nghiệp 2. Quản trị tài chính 3. Quản trị nhân lực 4. Quản lý bán hàng 5. Quản trị/chăm sóc khách hàng 6. Văn phòng số 7. Khác | Hạng mục xét trao cho các sản phẩm, nền tảng, dịch vụ, giải pháp CNTT xuất sắc giúp nâng cao hoạt động quản trị, điều hành, sản xuất kinh doanh và năng lực cạnh tranh của doanh nghiệp trong tất cả các ngành, các lĩnh vực.                            |                  |
| Nhóm 4 | Kinh tế - Công nghiệp                | 1. Sản xuất công nghiệp 2. Tài nguyên, năng lượng 3. Nông nghiệp và chế biến thực phẩm 4. Xây dựng, bất động sản 5. Hậu cần và chuỗi cung ứng (Logistics & Supplies chain) 6. Giao thông, vận tải 7. Ô tô (Automobile) 8. Khác                                | Hạng mục xét trao cho các sản phẩm, nền tảng, dịch vụ, giải pháp CNTT xuất sắc giúp tự động hóa, nâng cao hoạt động quản trị, điều hành, sản xuất kinh doanh và năng lực cạnh tranh của doanh nghiệp trong các lĩnh vực kinh tế, công nghiệp trọng điểm. |                  |
| Nhóm 5 | Thị trường - Tiêu dùng               | 1. Ngân hàng số 2. Fintech 3. Bảo hiểm/Chứng khoán/ Đầu tư 4. Thương mại điện tử 5. Bán lẻ và phân phối 6. Tiếp thị, quảng cáo, truyền thông số (MarTech) 7. Giải trí số 8. Du lịch, Quản lý nhà hàng, khách sạn 9. Thể thao 10. Thiết bị thông minh 11. Khác | Hạng mục xét trao cho các sản phẩm, nền tảng, dịch vụ, giải pháp CNTT xuất sắc thúc đẩy thị trường, tiêu dùng, trọng tâm vào các ngành đang có sự chuyển dịch nhanh chóng và có năng lực cạnh tranh cao trong thời đại số.                               |                  |
| Nhóm 6 | Hạ tầng - Công nghệ số               | 1. Bảo mật và An toàn thông tin 2. Viễn thông 3. Dữ liệu số 4. Data Center 5. Điện toán đám mây 6. A-IoT 7. Blockchain, Web3 8. AR, VR, XR 9. Robotics 10. Công cụ và ứng dụng 11. Khác                                                                       | Hạng mục xét trao cho các sản phẩm, nền tảng, dịch vụ, giải pháp CNTT và hạ tầng số xuất sắc được phát triển bởi /ứng dụng các công nghệ tiên tiến. |                  |
| Nhóm 7 | Đổi mới sáng tạo                     | - | Hạng mục xét trao cho các nền tảng, sản phẩm, giải pháp, dịch vụ số, các dự án khởi nghiệp đổi mới sáng tạo, không phân biệt lĩnh vực ứng dụng đã chính thức ra mắt thị trường và có người sử dụng nhưng chưa quá 3 năm tính đến ngày đăng ký tham gia.  | Bổ sung năm 2024 |
| Nhóm 8 | Dịch vụ số                           | 1. Xuất khẩu dịch vụ CNTT (ITO) 2. Tư vấn, phát triển phần mềm 3. Số hóa dữ liệu – quy trình (BPO) 4. Kiểm thử 5. Bảo trì, bảo dưỡng 6. Tư vấn chuyển đổi số 7. Tích hợp hệ thống 8. Tên miền, hosting, domain, chứng chỉ số 9. Dịch vụ khác                  | Xét trao cho các dịch vụ số xuất sắc thúc đẩy chuyển đổi số. | Bổ sung năm 2024 |

### Tiêu chí
Các nhóm lĩnh vực trên đều được đánh giá trên 6 tiêu chí chính, bao gồm:
1. Tính độc đáo.
2. Tính năng.
3. Công nghệ, chất lượng sản phẩm.
4. Tiềm năng thị trường.
5. Tài chính/doanh thu/ tác động kinh tế, xã hội/số lượng người sử dụng.
6. Chất lượng hồ sơ, năng lực trình bày.

## Giải thưởng

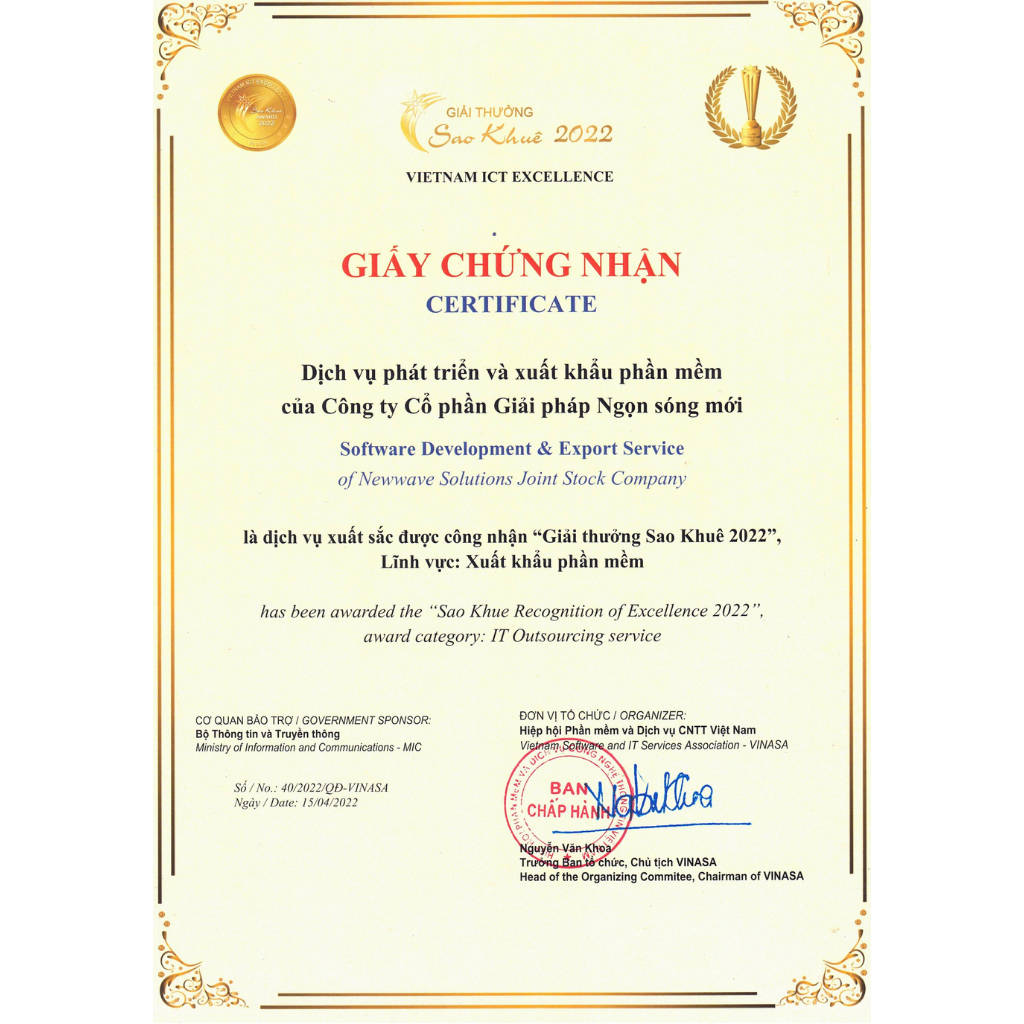
Giấy chứng nhận giải thưởng Sao Khuê 2022

1. Cấp Cúp Sao Khuê và Giấy chứng nhận Giải thưởng Sao Khuê.
2. Quyền khai thác thương mại biểu trưng Sao Khuê đi cùng sản phẩm, dịch vụ.
3. Quyền mang logo Sao Khuê trong giao diện, tài liệu giới thiệu và/hoặc trên bao bì sản phẩm, dịch vụ.
4. Được tham gia và thụ hưởng các lợi ích từ Chương trình truyền thông Sao Khuê.
5. Giới thiệu tới 5000 cơ quan, sở, bộ, ban ngành, lãnh đạo các tỉnh, thành phố, tổng công ty, tập đoàn lớn của Việt Nam.
6. Ưu tiên xem xét đề cử tham gia Giải thưởng APICTA 2024.

## Tổ chức
- Đơn vị tổ chức: Hiệp hội Phần mềm và Dịch vụ CNTT Việt Nam (VINASA)
- Cơ quan bảo trợ:
  - Bộ Khoa học và Công nghệ
- Thường trực Ban tổ chức: Văn phòng VINASA